# Yves Rangheard
Pour les articles homonymes, voir Rangheard.
Yves Rangheard, né le 11 mars 1933 dans le 2e arrondissement de Lyon, est un géologue français, professeur-chercheur à l'université de Besançon, « figure clé dans la connaissance de la géologie des îles Baléares ».

## Biographie
Yves Rangheard  mène ses études universitaires en Sciences Naturelles à la Faculté des Sciences de Besançon (Doubs, France). Elles sont clôturées par un Diplôme d'Études Supérieures de Géologie (Besançon, 1959), puis par le Certificat d'Aptitude au Professorat de l'Enseignement public du Second degré (CAPES de Sciences Naturelles, 1959) et bientôt par l'Agrégation de Sciences Naturelles, option Sciences de la Terre (1960).
Un poste d'Assistant de Géologie lui est alors proposé à Besançon, où il intègre le Laboratoire de Géologie Historique et de Paléontologie dirigé par Nicolas Théobald. Il assure successivement les fonctions d'Assistant (1959-1960), de Chef de Travaux (1960-1962), de Maître-Assistant (1962-1974), puis de Professeur titulaire d'Université et Directeur du Laboratoire de Géologie Historique et de Paléontologie, dispensant des cours de Géologie Historique, Stratigraphie, Paléogéographie, Géologie de la France, Géologie Structurale.
Depuis 1973, il assure aussi la direction des Annales Scientifiques de l'Université de Franche-Comté, qui font connaître les travaux réalisés par des chercheurs de cette université ou d'autres universités.

## Études dans les Baléares
Alors que le Diplôme d'Études Supérieures d'Yves Rangheard est consacré à l'étude paléontologique d'un lot de plus de 700 exemplaires d'Ammonites Hecticoceras du Jura Franc-comtois, il est attiré par l'exemple de chercheurs qui n'hésitent pas à se rendre à l'étranger. Le Professeur Michel Durand Delga l'accueille à Paris au sein du groupe de recherches Paul Fallot, puis dans l'équipe de recherches Géologie de la Méditerranée occidentale et dans le Laboratoire associé au CNRS Géologie méditerranéenne. Michel Durand Delga lui confie comme sujet de thèse l'étude géologique des îles d'Ibiza et de Formentera et suivit l'élaboration de ce travail.
La variété des problèmes abordés l'oblige à ne négliger aucune des multiples facettes de la géologie : stratigraphie, paléogéographie, pétrographie, tectonique, étude des microfaciès, paléontologie, micropaléontologie. La stratigraphie est souvent établie en s'appuyant sur la micropaléontologie. Une fructueuse collaboration s'instaure rapidement avec son ami Guillermo Colom Casasnovas (1900-1993), éminent naturaliste et micro paléontologiste majorquin, qui examine les microfaunes des marnes lavées et un nombre impressionnant de ses lames minces.
L'étude géologique des Pityuses est l'objet de six missions de longue durée, de 1961 à 1966 à Ibiza,, et en 1966 à Formentera. Une cartographie détaillée apporte des résultats importants en stratigraphie et en  tectonique. Elle dévoile une architecture fort différente de celle qui était admise jusqu'alors. Les levers cartographiques sont utilisés pour la publication de six cartes géologiques au 1/50.000ème,. L'étude s'achève par la soutenance de la Thèse de Doctorat d'État d'Yves Rangheard. Le mémoire et les cartes Géologiques l'illustrant sont édités à Madrid par l'Institudo Geologico y Minero de España,.

### Principaux apports de la thèse sur Ibiza et Formentera
Ils sont à la fois stratigraphiques et tectoniques.
En stratigraphie, les principaux résultats, dus à l'exploitation systématique des données micropaléontologiques, concernent la découverte d'une intéressante faune de Foraminifères dans des calcaires du Trias moyen, l'attribution au Jurassique inférieur et moyen-et non au Trias supérieur-d'une épaisse série dolomitique, l'âge portlandien-valanginien d'une formation calcaire à Foraminifères et à algues, tenue jusqu'alors comme "urgonienne", la découverte notable de tous les étages du Crétacé supérieur dans des calcaires blanc-ivoirins, celle du Langhien dans des marnes sableuses, celle du Tortonien dans les falaises calcaires de Formentera. L'étude de Foraminifères et d'Ammonites dans les calcaires noduleux de l'Oxfordien supérieur et dans les marnes du Crétacé inférieur a enrichi les données classiques.
Yves Rangheard a identifié un genre nouveau et plusieurs nouvelles espèces:
Genre Pityusina, forme "assez aberrante et un peu déconcertante à l'intérieur de la systématique des Foraminifères arénacés", de la famille des Saccamminidae. Ce genre possède une seule loge ; une ouverture principale à la base et des ouvertures secondaires à la périphérie .
L'espèce Pityusina conica, de la localité-type Ca'n Domingo Chemeu (Ibiza), du niveau géologique Berriasien à Hauterivien, a un test conique, à paroi arénacée, formée de matériaux agglutinés ; sa forme a un bourrelet basal marqué périphérique, émoussé et lobulé. La hauteur, entre 1,50 et 1,60 mm est toujours plus importante que la largeur, comprise entre 1,20 et 1,30 mm. . Voir les planches V et VI (fig.1 à 10).
Dans l'espèce déjà définie Lenticulina ouachensis SIGAL, Yves Rangheard identifie une sous-espèce Lenticulina ouachensis planularioides, dont le test est de taille toujours plus grande que celui de la forme type et très aplati. La localité-type est la Serra de Sa Cova Santa et le niveau géologique Hauterivien-Barrémien . Voir planche II (fig.7-8).
Dans le genre déjà défini Marginulinopsis, Yves Rangheard identifie une nouvelle espèce Marginulinopsis ebusitanus, au test allongé (2 à 3 mm), aplati et pourvu d'une carène et de 10 à 18 côtes longitudinales, non interrompues au niveau des cloisons. Cette espèce diffère de Marginulinopsis densicostata THALMANN, d'âge jurassique, par sa forme générale plus large, plus aplatie, ses loges plus arquées ou nettement obliques. La localité-type est Ca'n Vergera (Ibiza) et le niveau géologique Valanginien-Hauterivien . Voir planche III (fig. 7-12).
La cartographie détaillée d'Ibiza constitue le résultat essentiel des recherches d'Yves Rangheard et dévoile une architecture très complexe. La chronologie des mouvements entre dans le cadre de l'Est des Cordillères bétiques : elle comporte une phase postérieure au Crétacé et antérieure au Miocène, une phase post-langhienne et anté-tortonienne, une phase cassante post-tortonienne. Ibiza se rattache à une zone externe de l'orogène bétique : au Prébétique, et non pas, comme il était admis, au Subbétique.

### Recherches sur la Sierra de Majorque
Après la soutenance de sa thèse, Yves Rangheard entreprend l'étude de la Sierra de Majorque et réalise une cartographie détaillée de la région comprise entre Sóller, Andratx et Palma. C'est l'objet de quatre missions de longue durée (1969-1972), toujours dans le cadre du Laboratoire associé au CNRS "Géologie de la Méditerranée occidentale".
La Sierra Nord de Majorque possède le même style tectonique tangentiel que l'île d'Ibiza : plis couchés vers le Nord-Ouest, plus fréquents à Ibiza, et imbrications.
Les phases de contractions paroxysmales sont vraisemblablement contemporaines à Ibiza et dans la Sierra Nord et les forces tangentielles s'y sont exercées du Sud-Est vers le Nord-Ouest.
Des liaisons paléogéographiques et structurales furent établies, au Secondaire, entre les Baléares, les Cordillères bétiques et la Chaîne ibérique. Ibiza et Formentera appartiennent à une zone externe de l'orogène bétique qui se prolonge vers le Nord-Est par l'orogène majorquin (Sierra Nord de Majorque). Les îles d'Ibiza, Formentera, Majorque et Cabrera représentent le prolongement vers le Nord-Est du Prébétique interne de l'Est des Cordillères bétiques, et le sillon subbétique, contrairement aux vues classiques, ne passe pas dans l'aire baléare.
En co-direction avec le Professeur Pierre Chauve est préparée et soutenue en Mars 1978 la thèse de Doctorat de 3ème Cycle de Régis Mataillet et Jacques Péchoux sur la Géologie de la région d'Andratx à Majorque.
D'autres courtes missions à Ibiza (1979, 1981, 1984) ont pour but le prélèvement d'échantillons marneux du Tertiaire, afin de déceler au microscope électronique à balayage leur contenu en nannofossiles. De tels microorganismes (2 à 15 µ) sont déterminés et ont permis de dater du Miocène moyen-supérieur une série saumâtre et continentale de l'île d'Ibiza,.

## Études en Franche-Comté
En 1971, Yves Rangheard se voit confier le lever cartographique de la feuille de Gray au 1/50.000ème, publiée en 1978.
À partir de 1982, il entreprend des recherches sur les formations du Miocène de Franche-Comté, jusqu'alors peu étudiées en raison de leurs affleurements discontinus et peu fossilifères. Pour la région de Pontarlier, une publication précise l'âge burdigalien supérieur de la molasse marine et met en évidence une émersion précoce du Jura. La mer s'est retirée au Burdigalien sommital (16 millions d'années) et non au Miocène supérieur (11 millions d'années). L'extension de ces nouveaux résultats à tout le Jura interne, de la région de Pontarlier à celle de Saint-Claude, est confirmée. Le soulèvement de la Chaîne jurassienne a commencé plus tôt qu'on ne l'admettait.
Les analyses granulométriques de sédiments du Miocène inférieur sont publiées.
Hydrogéologue agréé en matière d'hygiène publique depuis 1961, pour les départements de la Haute-Saône et du Territoire de Belfort, Yves Rangheard réalise de très nombreuses expertises à la demande des collectivités locales.

## Activités artistiques

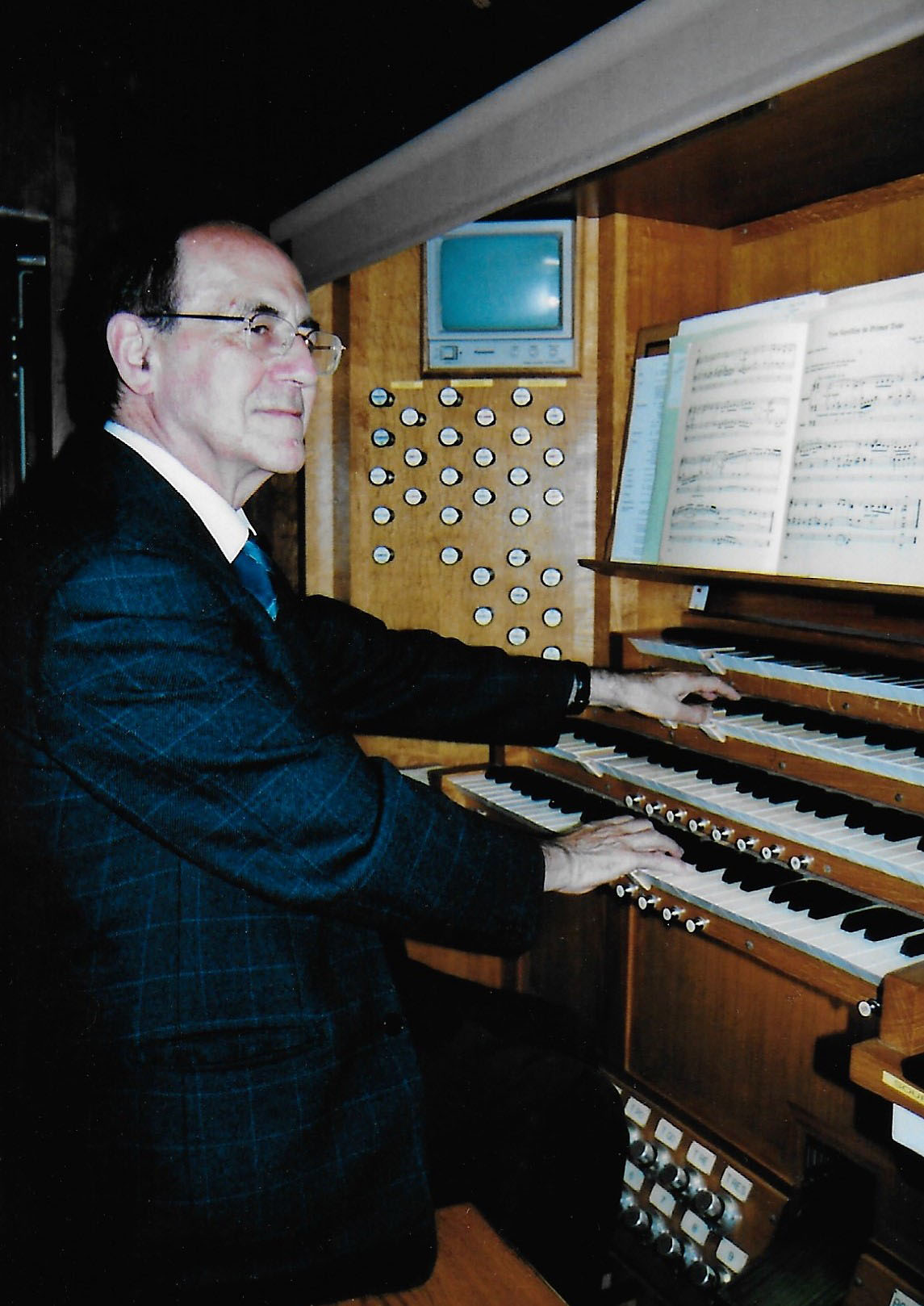
Yves Rangheard au grand-orgue de la cathédrale Saint-Jean à Besançon en 2007

Successivement élève de l'Abbé Gabet, en cours d'orgue à l'École Diocésaine de Musique Sacrée à Besançon, puis de Colette Oudet à Besançon, du maître André Marchal à Paris, enfin de Jeanne Marguillard, qui fut elle-même élève de Louis Vierne et de Marcel Dupré, Yves Rangheard possède un vaste répertoire comportant des œuvres allant de la musique ancienne à la musique contemporaine, surtout d'auteurs français (Couperin, Clérambault, Marchand, Guislain, Franck, Vierne, Dupré, Langlais, ...) et allemands (Buxthedude, Bruhns, Pachelbel, Bach, ...). Lors de ses missions dans les Îles Baléares, il tient pendant les offices religieux les claviers des orgues de Santa Eulalia del Rio, de la Cathédrale d'Ibiza, de Sóller et de Valldemosa. Titulaire ou suppléant, il tient les claviers des orgues de Franois, de Saint-Joseph de Besançon et de la cathédrale Saint-Jean de Besançon.
Il a parfois été sollicité pour donner quelques récitals (cathédrale Saint-Jean de Besançon en 1972, 1974 et 1979) ou dans le cadre du Festival International de Musique de Besançon (messe à Franois en 1983).

## Distinction
- 1983 :  Chevalier de l'ordre des Palmes académiques

## Publications
- [Yves Rangheard 1959] Yves Rangheard, Étude du genre Hecticoceras du Callovien moyen et supérieur de Franche-Comté, Diplôme d'Études Supérieures, Besançon, 1959, 100 pp., 5 planches.
- [Yves Rangheard, Michel Durand-Delga et Jacques Sigal 1962] Yves Rangheard, Michel Durand-Delga et Jacques Sigal, « Existence du Sénonien dans l'île d'Ibiza (Baléares) », C. R. Académie des Sciences tome 255, Paris,‎ 1962, p. 2137-2139, 1 tableau.
- [Yves Rangheard et Guillermo Colom 1966] Yves Rangheard et Guillermo Colom, « Les couches à Protoglobigérines de l'Oxfordien supérieur de l'île d'Ibiza et leurs équivalents à Majorque et dans le domaine subbétique. », Revue de Micropaléontologie, vol.9, n°1,‎ 1966, p. 29-36, 2 fig., 2 pl..
- [Yves Rangheard et Guillermo Colom 1967] (ca) Yves Rangheard et Guillermo Colom, « Microfaunas del Cretácico de Ibiza (Baleares). », Bol. Inst. Geol. y Min. de España, LXXVI, Madrid,‎ 1967, p. 279-306, 4 fig., 4 tableaux, 6 planches.
- [Yves Rangheard et Guillermo Colom 1967(2)] (ca) Yves Rangheard et Guillermo Colom, « Microfaunas de las calizas del Muschelkalk de Ibiza (Baleares). », Not. Com. Inst. Geol. y Min. España, n° 94,‎ 1967(2), p. 7-24, 5 fig., 5 planches.
- [Yves Rangheard 1969] Yves Rangheard, Étude géologique des îles d'Ibiza et de Formentera, Baléares, Thèse Besançon, Instituto geologico y minero de España, 1969, 478 pp., 111 fig., 10 tableaux, 3 planches hors-texte, 14 planches photographies (lire en ligne).
- [Yves Rangheard 1969(2)] (ca) Yves Rangheard, Mapa Geologico de España 1:50.000, Feuille San Francisco Javier y Cabo de Berberia (n°824-849), F. Nuestra Señora del Pilar y Faro de Formentera (n° 825-850), F. San Juan Bautista (n°773) avec notices explicatives, Madrid, Instituto geologico y Minero de España, 1969(2).(notice SUDOC).
- [Yves Rangheard 1970] (ca) Yves Rangheard, Mapa Geologico de España 1:50.000, Feuille San Miguel (n° 772), F. Santa Eulalia del Rio (n°799), F. Ibiza (n°798) avec notices explicatives, Madrid, Instituto geologico y Minero de España, 1970.(notice SUDOC).
- Carte Géologique de Gray au 1/50.000ème Michel Campy, Yves Rangheard, Henri Hudeley, [et al.], ; coord. par Y. Rangheard ; Bureau de recherches géologiques et minières, Service géologique national, 1978 (notice BNF), (notice Sudoc).
- [Yves Rangheard 1984] (an) Yves Rangheard, « The geological history of Eivissa and Formentera In Biogeography and Ecology of the Pityusis Islands. », Monographiae Biologicae, La Haye, vol. 52,‎ 1984, p. 25-104, 77 fig., 1 tableau.
- La saline de Serre-les-Sapins : l'exploitation de sel à Serre-les-Sapins et à Pouilley-les-Vignes : La clé, journées du patrimoine 2014 (notice BNF)
- Les Térébratulides de l'Oxfordien du Jura et de la bordure Sud du Bassin de Paris (notice SUDOC)
- Mireille Darmois-Théobald et Yves Rangheard, « Une page de l'histoire de la néotectonique : les premiers travaux de Nicolas Théobald sur les terrasses rhénanes. », Annales Scientifiques de l'Université de Besançon, 4e Série:Géologie, fasc.8,‎ 1987
- [Michel Durand-Delga, S. Freneix, J. Magné, H. Méon, Yves Rangheard 1988] Michel Durand-Delga, S. Freneix, J. Magné, H. Méon, Yves Rangheard, « Une série saumâtre et continentale du Miocène "moyen"?-supérieur dans l'ïle d'Ibiza (Baléares). », Acta Geol. Hisp., Barcelona,‎ 1988.